# Keïta Aïda M'Bo
Keïta Aïda M'Bo, née en 1958 à Villepinte, est une femme politique malienne. Elle est notamment ministre de l'Environnement, de l'Assainissement et du Développement Durable de 2016 à 2017.

## Biographie
Keïta Aïda M'Bo obtient une maîtrise en droit à l'université de Reims-Champagne-Ardenne en 1983 et un master en gestion du développement à l'Université Mandé Bukari en 2011.
Membre du Rassemblement pour le Mali, elle est ministre de l'Environnement, de l'Assainissement et du Développement Durable du 7 juillet 2016 au 11 janvier 2017 au sein du gouvernement Modibo Keïta.
Elle est l'épouse de l'ancien ministre Nancoman Keïta.